# Чон-Чункур
Чон-Чункур — пещера в Кыргызстане. Расположена на северном крутом склоне массива Туя-Муюн.
Длина пещеры — 60 м, глубина — 35 м.
Имеет фреатическое происхождение. Стены пещеры покрыты кораллитами, принадлежащими к молодой фазе минерализации. У входа в пещеру находится зал где имеется двухметровый слой лёсса эолового происхождения.
В 1989 году пещера Чон-Чункур исследована международной экспедицией под руководством Института геологии Киргизской ССР.